# R. G. Armstrong
Pour les articles homonymes, voir Armstrong.
Robert Golden Armstrong, connu comme R. G. Armstrong, est un acteur américain, né le 7 avril 1917 à Birmingham (Alabama), mort le 27 juillet 2012 à Los Angeles — Quartier de Studio City (Californie).

## Biographie
Au cinéma, de 1954 à 2001, R. G. Armstrong collabore à soixante-sept films (dont plusieurs westerns, quatre d'entre eux étant réalisés par Sam Peckinpah), majoritairement américains — à l'exception notable de Mon nom est Personne, coproduction européenne de 1973.
Il est surtout très actif à la télévision, participant à quatre-vingt-dix-neuf séries et à quinze téléfilms, entre 1956 et 1999, s'illustrant notamment, là aussi, dans le genre du western.
Au théâtre, il joue à Broadway (New York) de 1955 et 1960, dans quatre pièces, la première étant La Chatte sur un toit brûlant de Tennessee Williams, représentée 694 fois en 1955-1956 (il y crée le rôle du docteur Baugh, repris par Larry Gates dans l'adaptation au cinéma de 1958).

## Filmographie partielle

### Au cinéma

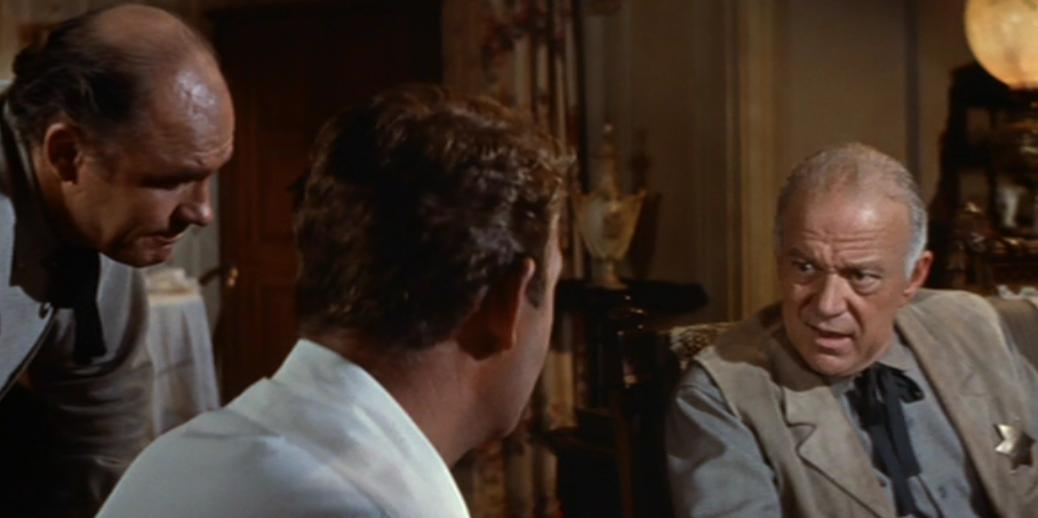
R. G. Armstrong, Charles Drake (de dos) et Willis Bouchey (de g. à d.), dans Une balle signée X (1959)

- 1954 : Jardin de l'Éden (Garden of Eden) de Max Nosseck
- 1956 : La Poupée de chair (Baby Doll) d'Elia Kazan (voix)
- 1957 : Un homme dans la foule (A face in the crowd) d'Elia Kazan
- 1958 : La Fureur des hommes (From Hell to Texas) d'Henry Hathaway
- 1958 : Never Love a Stranger de Robert Stevens
- 1959 : Une balle signée X (No Name on the Bullet) de Jack Arnold
- 1959 : L'Homme à la peau de serpent (The Fugitive Kind) de Sidney Lumet
- 1962 : Les Dix Audacieux (Ten who dared) de William Beaudine
- 1962 : Coups de feu dans la Sierra (Ride the High Country) de Sam Peckinpah
- 1963 : La Valse de colts (He rides tall) de R. G. Springsteen
- 1965 : Major Dundee de Sam Peckinpah
- 1966 : El Dorado d'Howard Hawks
- 1967 : Le Jour des Apaches (Day of the evil gun) de Jerry Thorpe (rôle coupé au montage)
- 1968 : Tiger by the Tail de R. G. Springsteen
- 1969 : Eighty steps to Jonah de Gerd Oswald
- 1970 : L'Ange sauvage (Angels die hard) de Richard Compton (en)
- 1970 : Le Clan des McMasters (The McMasters) d'Alf Kjellin
- 1970 : Un nommé Cable Hogue (The Ballad of Cable Hogue) de Sam Peckinpah
- 1970 : L'Insurgé (The Great White Hope) de Martin Ritt
- 1971 : J. W. Coop (en) de Cliff Robertson
- 1971 : Justin Morgan had a horse de Hollingsworth Morse (en)
- 1971 : Émeutes à Los Angeles (The Final Comedown') d'Oscar Williams (en)
- 1972 : La Légende de Jesse James (The Great Northfield Minnesota Raid) de Philip Kaufman
- 1972 : Gentle savage de Sean MacGregor
- 1972 : Cotter de Paul Stanley
- 1973 : Mon nom est Personne (Il mio nome è Nessuno) de Tonino Valerii et Sergio Leone
- 1973 : Les Bootleggers (White Lightning) de Joseph Sargent
- 1973 : Pat Garrett et Billy le Kid (Pat Garrett and Billy the Kid) de Sam Peckinpah
- 1973 : Running wild de Robert McMahon
- 1974 : The legend of Hillbilly John de John Newland
- 1974 : Boss Nigger (The black bounty hunter) de Jack Arnold
- 1975 : Course contre l'enfer (Race with the devil) de Jack Starrett
- 1975 : La Route de la violence (White line fever) de Jonathan Kaplan
- 1976 : Stay Hungry de Bob Rafelson
- 1976 : Johnny Barrows (en) (Mean Johnny Barrows) de Fred Williamson
- 1976 : Dixie Dynamite (en) de Lee Frost (en)
- 1977 : Enfer mécanique (The Car) d'Elliot Silverstein
- 1977 : On m'appelle Dollars (Mr. Billion) de Jonathan Kaplan
- 1977 : Les Assiégés (The Pack) de Robert Clouse
- 1978 : Le ciel peut attendre (Heaven can wait) de Warren Beatty et Buck Henry
- 1978 : Texas detour d'Howard Avedis
- 1978 : Good luck, Miss Wyckoff (en) de Marvin Chomsky
- 1979 : Fast Charlie... the Moonbeam Rider de Steve Carver
- 1979 : Des nerfs d'acier (en) (Steel) de Steve Carver
- 1980 : Where the Buffalo Roam d'Art Linson
- 1981 : Messe noire (Evilspeak) d'Eric Weston
- 1981 : L'Homme dans l'ombre (Raggedy Man), de Jack Fisk : Rigby
- 1981 : Reds de Warren Beatty
- 1981 : Deux Cent Mille Dollars en cavale (The Pursuit of D.B. Cooper) de Roger Spottiswoode
- 1982 : Les Entrailles de l'enfer (The Beast Within) de Philippe Mora
- 1982 : Hammett de Wim Wenders
- 1983 : Œil pour œil (Lone Wolf McQuade) de Steve Carver
- 1984 : Les Démons du maïs (Children of the corn) de Fritz Kiersch
- 1986 : La Dernière Passe (The Best of Times) de Roger Spottiswoode
- 1986 : Red headed stranger (en) de William D. Wittliff
- 1986 : Jocks (Road trip) de Steve Carver
- 1987 : Predator de John McTiernan
- 1988 : À l'épreuve des balles (Bulletproof) de Steve Carver
- 1989 : Los Angeles, terre des gangs (Ghetto blaster) d'Alan Stewart
- 1989 : Trapper County war de Worth Keeter
- 1990 : Dick Tracy de Warren Beatty
- 1993 : Dead center de Steve Carver
- 1993 : Warlock: The Armageddon d'Anthony Hickox
- 1995 : Payback d'Anthony Hickox
- 1995 : Ben Johnson : Third cowboy on the right (en) documentaire de Tom Thurman (en)
- 1996 : Piège intime (Invasion of Privacy) d'Anthony Hickox
- 1998 : L'Homme au masque de fer (The Man in the Iron Mask) de Randall Wallace
- 2001 : The Waking de Tim Card
- 2005 : Passion & poetry : The ballad of Sam Peckinpah, documentaire de Mike Siege

### À la télévision

#### Séries
- 1958 : L'Homme à la carabine (The Rifleman)
  - Saison 1, épisode 1 The Sharpshooter d'Arnold Laven et épisode 4 The Marshal de Sam Peckinpah
- 1958-1962 : Première série Perry Mason
  - Saison 1, épisode 37 The Case of the Black-Eyed Blonde (1958), issu du roman Une blonde pour Perry Mason
  - Saison 2, épisode 25 The Case of the Petulant Partner (1959) de William D. Russell
  - Saison 6, épisode 8 The Case of the Stand-In Sister (1962)
- 1959 : Au nom de la loi (Wanted : Dead or Alive)
  - Saison 2, épisode 9 Le Tyran (The Tyrant) de Don McDougall
- 1959-1960 : Maverick
  - Saison 2, épisode 21 The Saga of Waco Williams (1959) de Leslie H. Martinson
  - Saison 3, épisode 21 The People's Friend (1960) de Leslie Goodwins
- 1959-1965 : Rawhide
  - Saison 1, épisode 14 Incident of the Dog Days (1959) de George Sherman
  - Saison 2, épisode 27 Incident of the 100 Amulets (1960) de Stuart Heisler
  - Saison 5, épisode 6 Incident of the Lost Woman (1962)
  - Saison 8, épisode 3 Six Weeks to Bent Fork (1965)
- 1959 : Bonanza
  - Saison 1, épisode 8 The Phillip Diedesheimer Story (1959) de Joseph Kane
  - Saison 3, épisode 10 The Horse Breaker (1961) de Don McDougall
  - Saison 7, épisode 32 The Last Mission (1966) de R.G. Springsteen
- 1959-1972 : Le Monde merveilleux de Disney (The Wonderful World of Disney ou Disneyland)
  - Saison 5, épisode 19 The Griswold Murder (1959)
  - Saison 7, épisode 15 Texas John Slaughter : A Holster Full of Law (1961) de James Neilson
  - Saison 18, épisodes 13 et 14 Justin Morgan had a Horse, Parts I & II (1972)
- 1960-1962 : Alfred Hitchcock présente (Alfred Hitchcock presents)
  - Saison 6, épisode 13 Pas vu, pas pris (The Man who found the Money, 1960)
  - Saison 7, épisode 30 What frightened you, Fred ? (1962) de Paul Henreid
- 1960-1962 : Laramie
  - Saison 2, épisode 9 License to kill (1960) et épisode 23 Run of the Hunted (1961)
  - Saison 3, épisode 12 The Jailbreakers (1961)
  - Saison 4, épisode 11 Time of the Traitor (1962) de Joseph Kane
- 1961-1967 : Gunsmoke ou Police des plaines (Gunsmoke ou Marshal Dillon)
  - Saison 7, épisode 10 Indian Ford (1961) d'Andrew V. McLaglen
  - Saison 8, épisode 29 With a Smile (1963) d'Andrew V. McLaglen
  - Saison 10, épisode 27 The Lady (1965) de Mark Rydell
  - Saison 11, épisode 26 Which Dr. (1966) de Peter Graves
  - Saison 13, épisode 11 Stranger in Town (1967)
- 1962 : La Quatrième Dimension (The Twilight Zone)
  - Saison 3, épisode 16 Rien à craindre (Nothing in the Dark) de Lamont Johnson
- 1962 : La Grande Caravane (Wagon Train)
  - Saison 5, épisode 23 The Charley Shutup Story
  - Saison 6, épisode 8 The Shiloh Degnan Story
- 1962-1963 : Suspicion (The Alfred Hitchcock Hour)
  - Saison 1, épisode 6 Final Wow (1962)
  - Saison 2, épisode 3 Terror at Northfield (1963) d'Harvey Hart
- 1965 : Les Aventuriers du Far West (Death Valley Days)
  - Saison 13, épisode 26 Birthright
- 1963-1965 : Le Fugitif (The Fugitive)
  - Saison 1, épisode 3 L'Autre Versant de la montagne (The Other Side of the Mountain, 1963)
  - Saison 2, épisode 21 Corner of Hell (1965) de Robert Butler
  - Saison 3, épisode 7 All the Scared Rabbits (1965) de Robert Butler
- 1963-1967 : Le Virginien (The Virginian)
  - Saison 1, épisode 21 The Small Parade (1963)
  - Saison 5, épisode 27 The Girl on the Pinto (1967) de Don McDougall
- 1965 : La Grande Vallée (The Big Valley)
  - Saison 1, épisode 8 My Son, My Son de Paul Henreid
- 1965 : Match contre la vie (Run for your Life)
  - Saison 1, épisode 9 This Town for Sale de Richard Benedict
- 1965-1967 : Sur la piste du crime (The F.B.I.)
  - Saison 1, épisode 3 A Mouthful of Dust (1965) de Don Medford
  - Saison 2, épisode 29 The Extortionist (1967)
  - Saison 3, épisode 3 Blood Verdict
- 1966 : Au cœur du temps (The Time Tunnel)
  - Saison unique, épisode 12 Un piège mortel (The Death Trap) de William Hale
- 1966-1967 : T.H.E. Cat, saison unique, 12 épisodes
- 1967 : Cimarron (Cimarron Strip)
  - Saison unique, épisode 4 The Battleground de Don Medford
- 1967-1968 : Daniel Boone
  - Saison 3, épisode 18 The Wolf Man (1967) d'Earl Bellamy
  - Saison 4, épisode 18 The Flaming Rocks (1968) de Nathan Juran
- 1967-1968 : Les Envahisseurs (The Invaders)
  - Saison 1, épisode 13 Panique (Panic, 1967) de Robert Butler
  - Saison 2, épisode 24 Mission de vie (The Life Seekers, 1968) de Paul Wendkos
- 1969-1970 : Hawaï police d'État (Hawaii Five-0)
  - Saison 1, épisode 16 Les Otages (The Box, 1969) de Seymour Robbie
  - Saison 3, épisode 14 Meurtre à la prison (The Double Wall, 1970) de Michael O'Herlihy
- 1970 : Le Grand Chaparral (The High Chaparral)
  - Saison 4, épisode 4 Wind
- 1971-1973 : Cannon
  - Saison 1, épisode 11 Meurtre sur la plage (A Lonely Place to die, 1971) de William Hale
  - Saison 3, épisodes 1 et 2 À charge de revanche, 1re et 2e parties (He who digs a Grave, Parts I & II, 1973) de Richard Donner
- 1972 : Le Sixième Sens (The Sixth Sense)
  - Saison 2, épisode 11 Le Gibet dans la tempête (Gallows in the Wind) d'Alan Crosland
- 1974 : Docteur Marcus Welby (Marcus Welby, M.D.)
  - Saison 5, épisode 16 No Charity for the MacAllisters de Russ Mayberry
- 1976 : Switch
  - Saison 2, épisode 11 Maggie's Hero de Noel Black
- 1977 : Starsky et Hutch (Starsky and Hutch)
  - Saison 2, épisode 20 Huggy Bear and the Turkey
- 1979 : Vegas (Vega$)
  - Saison 1, épisode 17 Demand and Supply de Cliff Bole
- 1979 : L'Île fantastique (Fantasy Island)
  - Saison 3, épisode 5 The Chain Gang / The Boss
- 1979-1983 : Shérif, fais-moi peur (The Dukes of Hazzard)
  - Saison 2, épisode 9 Le Témoin à charge (Witness for the Persecution, 1979)
  - Saison 5, épisode 15 La Mort du boss (Ding, Dong, the Boss is dead, 1983)
- 1980 : Drôles de dames (Charlie's Angels)
  - Saison 4, épisode 14 Ces dames en voient de drôles (Of Ghosts and Angels) de Cliff Bole
- 1982 : Dynastie (Dynasty)
  - Saison 2, épisode 22 The Cliff de Jerome Courtland
  - Saison 3, épisode 2 The Roof et épisode 3 The Wedding
- 1983 : Shérif, fais moi peur
  - Saison 5, épisode 15 La Mort de Boss (Ding Dong, the Boss is Dead) : Calloway
  - 1984 : Matt Houston
  - Saison 3, épisode 5 Amnésie (Caged)
- 1987-1989 : Vendredi 13 (Friday the 13th : The Series)
  - Saison 1, épisode 1 L'Héritage (The Inheritance, 1987) de William Fruet, épisode 5 Un oncle d'enfer (Hellowe'en, 1987) de Timothy Bond, épisode 25 L'Amour à mort (What a Mother wouldn't do, 1988) de Neill Fearnley, et épisode 26 Le Vase du souvenir (Bottle of Dreams, 1988)
  - Saison 2, épisode 1 Doorway to Hell (1988) de William Fruet et épisode 10 Night Hunger (1989)
- 1989 : La Belle et la Bête (Beauty and the Beast)
  - Saison 2, épisode 18 L'Anabell Lee (A Kingdom by the Sea)
- 1989 : Matlock
  - Saison 4, épisodes 1 et 2 La Colonie perdue, 1re et 2e parties (The Hunting Party, Parts I & II)
- 1991 : Les Dessous de Palm Beach (Silk Stalkings)
  - Saison 1, épisode 2 Direction Babylone (Going to Babylon)
- 1991 : Code Quantum (Quantum Leap)
  - Saison 4, épisode 9 Quand l'orage gronde (A Single Drop of Rain) de Virgil W. Vogel
- 1992-1993 : La Loi de Los Angeles (L.A. Law)
  - Saison 7, épisode 2 Tucker rentre à la maison (Second Time Around, 1992) et épisode 14 L'Homme de la Maison Blanche (Where there's a Will, 1993)
- 1997-1998 : MillenniuM
  - Saison 2, épisode 2 Attention, chien méchant (Beware of the Dog, 1997), épisode 15 Les Chouettes (Owls, 1998), épisode 16 Les Coqs (Roosters, 1998), épisode 22 Le Quatrième Cavalier (The Four Horseman, 1998 — voix —) de Dwight H. Little, et épisode 23 L'heure est proche (The Time is Now, 1998 — voix —)

#### Téléfilms
- 1974 : Manhunter (en) de Walter Grauman
- 1974 : Reflections of Murder (en) de John Badham
- 1976 : Kingston de Robert Day
- 1978 : Les Chiens de l'enfer (en) (Devil Dog : The Hound of Hell) de Curtis Harrington
- 1979 : Chère détective de Dean Hargrove
- 1979 : La Dernière Chevauchée des Dalton (The Last Ride of the Dalton Gang) de Dan Curtis
- 1981 : Stockers d'Hal Needham
- 1982 : Les Cavaliers de l'ombre (en) (The Shadow Riders) d'Andrew V. McLaglen
- 1986 : Oceans of Fire de Steve Carver
- 1987 : LBJ : The Early Years (en) de Peter Werner
- 1996 : Don't Look Back (en) de Geoff Murphy
- 1999 : La Ville des légendes de l'Ouest (en) (Purgatory) d'Uli Edel

## Théâtre à Broadway (intégrale)
- 1955 : La Chatte sur un toit brûlant (Cat on a Hot Tin Roof) de Tennessee Williams, mise en scène d'Elia Kazan, avec Barbara Bel Geddes, Burl Ives, Mildred Dunnock, Ben Gazzara, Pat Hingle
- 1957 : La Descente d'Orphée (Orpheus Descending) de Tennessee Williams, avec Cliff Robertson, Maureen Stapleton
- 1959-1961 : Miracle en Alabama (The Miracle Worker) de William Gibson, mise en scène d'Arthur Penn (également réalisateur de l'adaptation au cinéma de 1962), avec Anne Bancroft, Patty Duke, Torin Thatcher (R. G. Armstrong en remplacement, à des dates non spécifiées)
- 1960 : The Long Dream de Ketti Frings (en)